# 2819 Ensor
2819 Ensor eller 1933 UR är en asteroid i huvudbältet som upptäcktes 20 oktober 1933 av den belgiske astronomen Eugène Joseph Delporte i Uccle. Det har fått sitt namn efter den belgiske konstnären James Ensor.
Asteroiden har en diameter på ungefär 9 kilometer.